# Superior (Wisconsin)
Superior è una città degli Stati Uniti d'America capoluogo della contea di Douglas, nello Stato del Wisconsin.
Si estende su una superficie di 143,6 km² e secondo una stima del 2006 aveva 26 625 abitanti mentre nel censimento del 2000 ne contava 27 368 (190,58 per km²).
La città, situata sull'estremità occidentale del Lago Superiore, si estende lungo due fiumi, il Nemadji e il Saint Louis.

## Storia
I primi abitanti di Superior vi arrivarono subito dopo la fine dell'ultima era glaciale, qui crearono un primo insediamento, visibile grazie ai resti di piccoli utensili in metallo trovati nella zona.
Successivamente queste terre furono conquistate dalle tribù dei Muskhogean e Iroquois.